# Anton Mervar
Anton Mervar, né le 20 mars 1885, mort le 21 juillet 1941 , était un luthier, et un facteur d’accordéons, notamment d’accordéons de Styrie, américain, né en Slovénie, installé à Cleveland dans l’Ohio, et dont l’activité contribua à faire de cette ville, dans les années 1920 et 1930, l’un des centres de l’accordéon aux États-Unis et à la popularité de la polka américaine.

## Biographie

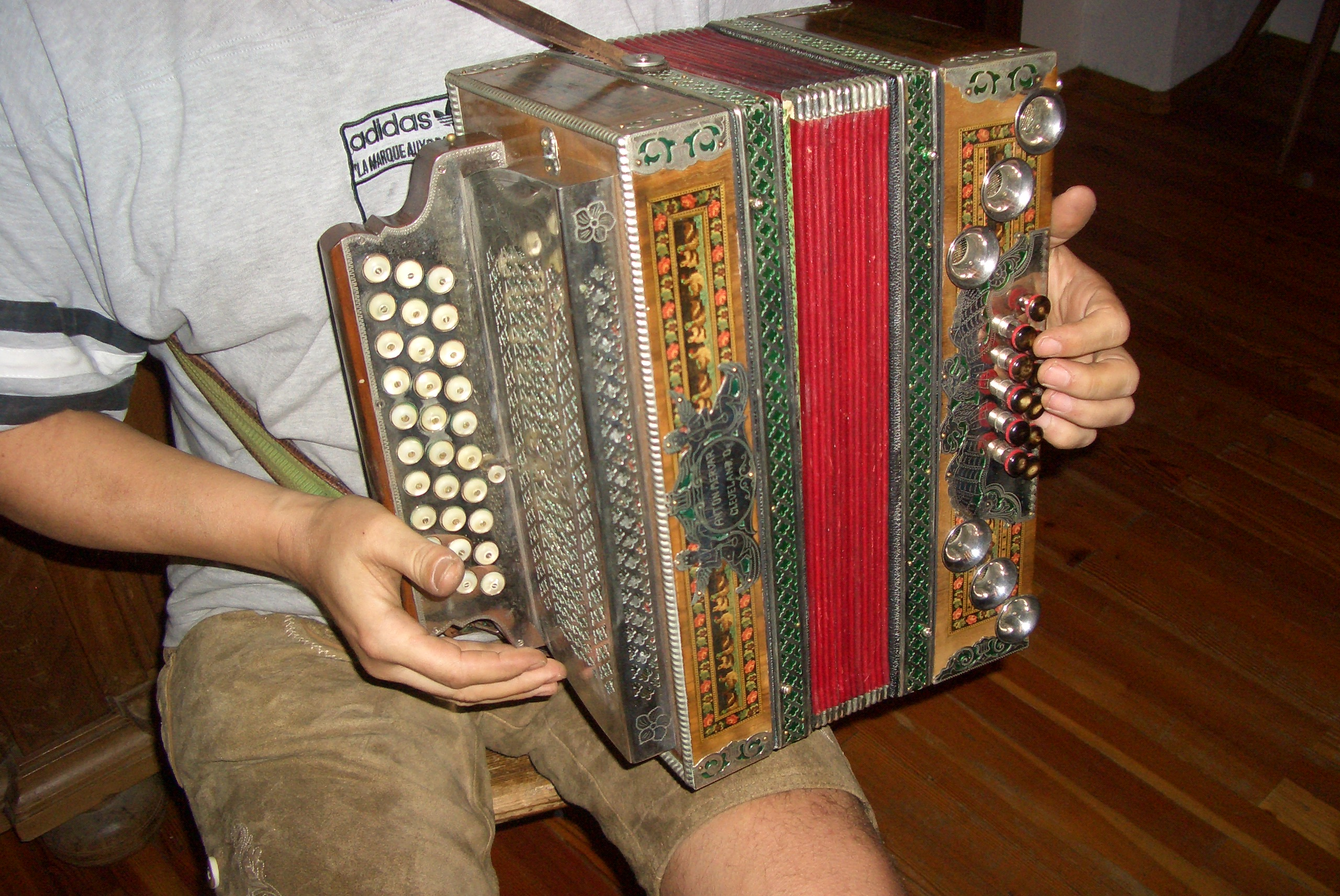
Un accordéon de Styrie, fabriqué par Anton Mervar à Cleveland sous le numéro de série « Mervar 1268 ».

Anton Mervar est né en Autriche-Hongrie à Trbovlje (aujourd’hui en Slovénie). Son père était mineur, mais exerçait la menuiserie en tant que hobby. Il était aussi passionné par l’accordéon, en acheta un et finit par le démonter afin de tenter de le reproduire. Vers 1891, la famille émigra en Allemagne où Anton suivit les cours de l’école publique et d’une école professionnelle dans laquelle il apprit le métier de menuisier. Le père et le fils fabriquèrent alors ensemble un certain nombre d'accordéons.
Après 14 ans passés en Allemagne, la famille Mervar revint à Trbovlje où elle avait acquis une nouvelle demeure. Anton Mervar avait atteint l’âge de la conscription et servit de 1906 à 1909 au 17e régiment d’infanterie à Klagenfurt,.
De 1910 à 1912, il fait son apprentissage de luthier et de facteur d’accordéons chez le fabricant d’accordéons Lubas & Sohn à Windischgraz en Basse-Styrie (aujourd’hui Slovenj Gradec en Slovénie).
En 1913, il immigra aux États-Unis et s’établit avec son épouse et ses enfants à Cleveland dans l’Ohio. Il n’y trouva pas de travail dans son métier, mais pendant son temps libre, il s’y mit à réparer ou à construire des accordéons. En 1921, il avait économisé assez d’argent pour ouvrir un magasin de musique sur St. Clair Avenue dans lequel il vendait des disques et des instruments de musique (violons, guitares, mandolines), et des accordéons qu’il fabriquait ou réparait. L’accordéon était alors un instrument populaire que l’on pouvait acheter à partir de 60 dollars.
La qualité de ses instruments valut à Anton Mervar une réputation comparable à celle dont jouissait Joseph Jiran auprès des musiciens d’origine tchèque à Chicago. Son magasin devint un centre de rencontre et d’échanges musicaux qui était fréquenté par des interprètes et des compositeurs de musique populaire qui n’étaient pas seulement d’origine slovène. Parmi les musiciens qui fréquentaient les lieux se trouvaient John Ivanusch qui avait étudié la musique en Autriche-Hongrie sous la direction de Franz Lehar, le pianiste John Zorman, le directeur d’orchestre Victor Lisjak, mais surtout Matt Arko Hoyer qui était alors la principale vedette de l’accordéon diatonique.
La seule artiste d’origine slovène qui avait publié un disque à cette époque, était Augusta Danilova. Anton Mervar entreprit vers 1919-1920 de convaincre plusieurs éditeurs de disques de publier les œuvres de Matt Arko Hoyer. En 1921, Okeh avait enregistré plus d’une dizaine de morceaux interprétés par le Hoyer Trio. En 1930, les catalogues d’Okeh, de Victor et de Columbia contenaient des centaines d’enregistrements des mêmes artistes.
Anton Mervar n’était pas le seul fabricant d’accordéons installé à Cleveland à cette époque. La ville en hébergeait alors au moins quatre : Antonio Carro, John Mikus et Nick Shkorka. Auxquels, il convient d’ajouter John Bencic dont la boutique était spécialisée dans les Tamburica. Mais tous, et de nombreux autres commandaient aussi des instruments en Europe.
Anton Mervar et son épouse Francka périrent dans un accident d’automobile à Miltonvale au Kansas, le 21 juillet 1942 alors qu’ils avaient entrepris une tournée de livraison d’accordéons dans les communautés slovènes de la région. De telles tournées permettaient de prendre des vacances qui s’autofinançaient et de revoir d’anciennes connaissances. On a raconté que leur voiture était tombée dans une rivière où ils se noyèrent dans un filet d’eau.
Leur fils Anton qui était diabétique et qui était hospitalisé à Cleveland à ce moment fit une hypoglycémie mortelle à l’annonce du décès de ses parents, qui l’emporta. Leur fille Justine, dont le nom d’épouse était Reber hérita de l’entreprise et céda la majeure partie du stock et des pièces aux anciens employés..

## Prix et distinctions
Le 30 novembre 1991, Anton Mervar a été reçu au Temple de la renommée de la polka américaine.